# Lysandra luteopunctata
Lysandra luteopunctata är en fjärilsart som beskrevs av Edmond Perrier 1958. Lysandra luteopunctata ingår i släktet Lysandra och familjen juvelvingar. Inga underarter finns listade i Catalogue of Life.